# 洛桑体育足球俱乐部
洛桑體育足球俱樂部（法語：FC Lausanne–Sport）是瑞士洛桑的一个竞技体育俱乐部，最著名的是其足球部。洛桑竞技足球俱乐部现参加瑞士足球超级联赛。